# Административное деление Русского царства на 29 мая 1719 года
Русское царство по состоянию на 29 мая (9 июня) 1719 года делилась на губернии, провинции и дистрикты (ранее — уезды).
- общее число губерний — 11
- общее число провинций — 47
- общее число городов — 255
- столица — город Санкт-Петербург

Отличия от 18 декабря 1708 года:
- образованы:

1. Астраханская губерния (22 ноября (3 декабря) 1717 года) — из южной части Казанской губернии
2. Нижегородская губерния (29 мая (9 июня) 1719 года; существовала также с 20 (31) января 1714 года по 1717 год) — из северо-западной части Казанской губернии
3. Рижская губерния (1713 год) — из вновь присоединённых земель
4. Ревельская губерния (29 мая 1719 года) — на вновь присоединённых землях

- упразднены:

1. Смоленская губерния (1713, разделена между Московской и Рижской губерниями)

- переименованы:

1. Ингерманландская губерния в Санкт-Петербургскую губернию (1710 год)

- список губерний:

1. Азовская (новый центр губернии с 1711 года[уточнить] — город Воронеж, 55 городов)
  1. Бахмутская провинция
  2. Воронежская провинция
  3. Елецкая провинция
  4. Тамбовская провинция
  5. Шацкая провинция
2. Архангелогородская (19 городов)
  1. Архангелогородская провинция
  2. Вологодская провинция
  3. Галицкая провинция
  4. Устюжская провинция
3. Астраханская (12 городов)
4. Казанская (15 городов)
  1. Казанская провинция
  2. Пензенская провинция
  3. Свияжская провинция
  4. Уфимская провинция
5. Киевская (41 город)
  1. Белгородская провинция
  2. Киевская провинция
  3. Орловская провинция
  4. Севская провинция
6. Московская (51 город)
  1. Владимирская провинция
  2. Калужская провинция
  3. Костромская провинция
  4. Московская провинция
  5. Переяслав-Залесская провинция
  6. Переяслав-Рязанская провинция
  7. Суздальская провинция
  8. Тульская провинция
  9. Юрьево-Польская провинция
7. Нижегородская (7 городов)
  1. Алатырская провинция
  2. Арзамасская провинция
  3. Нижегородская провинция
8. Ревельская (Ревель - современный Таллин; кол-во городов не уточняется)
9. Рижская (9 городов)
  1. Рижская провинция
  2. Смоленская провинция
10. Санкт-Петербургская (39 городов)
  1. Белозёрская провинция
  2. Великолуцкая провинция
  3. Выборгская провинция
  4. Нарвская провинция
  5. Новгородская провинция
  6. Петербургская провинция
  7. Пошехонская провинция
  8. Псковская провинция
  9. Тверская провинция
  10. Угличская провинция
  11. Ярославская провинция
11. Сибирская (центр - город Тобольск; 24 города)
  1. Вятская провинция
  2. Енисейская провинция
  3. Иркутская провинция
  4. Соль-Камская провинция
  5. Тобольская провинция